# Église Saint-Pierre d'Alzonne
L'église Saint-Pierre d'Alzonne est une église située à Montferrand dans le département français de l'Aude en région Occitanie.
Le chevet, roman sauf la fenêtre orientale, a été inscrit au titre des monuments historiques en 1948.

## Localisation
L'église est située sur la commune de Montferrand, dans le département français de l'Aude.

## Historique
Consécration initiale de l'édifice en 1095 par le pape Urbain II. Mais ensuite il faut attendre le XVe siècle pour trouver une autre mention de cette église : prieuré uni à l'abbaye de Saint-Papoul.